# Guillaume Edinger
Pour les articles homonymes, voir Edinger.
Thomas Guillaume Edinger, né le 29 décembre 1850 à Villefranche-sur-Saône et mort le 20 décembre 1926 à Bordeaux, est un éditeur, journaliste et écrivain français.

## Biographie
Fils d'un plâtrier, il est clerc de notaire et effectue son service militaire comme sergent au 86e régiment d'infanterie lorsqu'il se marie dans sa ville natale en 1872.
Devenu homme de lettres et libraire éditeur à Paris, il y est l'ami d'Aristide Bruant, de Joseph Ferenczi et d'Arthur Bernède (dont il est aussi le nègre).
En 1887, il se bat en duel à l'épée avec le romancier Michel Morphy et est légèrement blessé à une main.
Militant au sein de la mouvance nationaliste et boulangiste, il entre au comité directeur de la Ligue des patriotes en 1888 mais rompt publiquement avec elle, Paul Déroulède et le général Boulanger dès le début de l'année suivante, en raison de la dérive antirépublicaine du boulangisme. Cela ne l'empêche pas d'être l'éditeur et, sans doute, l'un des auteurs des mémoires apocryphes du général factieux en 1890.
Guillaume Edinger a été rédacteur en chef des journaux boulangistes Le petit Pioupiou et Le Clairon.
Libraire-éditeur à Paris au 34 de la rue de la Montagne-Sainte-Geneviève, il lance en 1886 une collection bon marché au format in-32 (14 x 10 cm), la « Petite Bibliothèque universelle », au prix de 25 centimes. Déclinée en séries — Sciences occultes (série X), Chefs-d’œuvre français et étrangers (série U), Poésies (série T)… —, elle est rachetée par la librairie Arthème Fayard en 1893.
Veuf depuis 1895, il se remarie en 1900. Il se qualifie alors d'homme de lettres et réside à Auvers-sur-Oise. Lors du mariage de sa fille en 1919, il est établi comme limonadier à Bordeaux. À sa mort en 1926, il est à nouveau présenté en qualité d'homme de lettres.

## Œuvres
- Lettre du "Petit Pioupiou" au général Boulanger (Signé : G. Edinger,... 21 mars 1888), Paris, H. Noirot, 1888.
- La nuit sanglante ou la coalition pucéo-punaisienne, Paris, G.Edinger Éditeur, 1888.
- Les pamphlets révolutionnaires. Dialogues des morts. Carnot et Ravachol aux enfers, Paris, Léon Hayard, 1892.
- Le Fils du patron, pièce en 5 actes, par G. Ronse (M. et Mme Edinger), Paris, impr. de Maillet, 1906.
- Résurrection du Petit Chaperon Rouge (sous le pseudonyme de Jean de Cernay).

## Note
1. 1 2  Archives départementales de la Gironde, fonds de l'Enregistrement, 3 Q 141, tables des successions et absences, 2ème bureau, volume 42, année 1926, ligne no36 de la lettre E, vue 73 de la numérisation.
2. ↑  Acte de naissance à Villefranche-sur-Saône, n° 215, vue 45/50.
3. ↑  Archives départementales du Rhône, état-civil de la commune de Villefranche-sur-Saône, acte de mariage no110 du 16 octobre 1872 entre Thomas-Guillaume Edinger et Augustine-Clarisse Sanlaville.
4. ↑  Journal Le Radical, no du 4 août 1887.
5. ↑  Bertrand Joly, Dictionnaire biographique et géographique du nationalisme français (1880-1890), H. Champion, 1998.
6. ↑  bibliomab, « La Bibliothèque universelle de poche », sur BiblioMab : le monde autour des livres anciens et des bibliothèques, 15 mars 2019 (consulté le 19 mars 2019).
7. ↑  Archives départementales du Val-d'Oise, état-civil de la commune d'Auvers-sur-Oise, acte de mariage no10 du 20 juin 1900 entre Thomas-Guillaume Edinger et Amélie-Louise Ronse.
8. ↑  Archives de Bordeaux Métropole, état-civil de la 3e section de la commune de Bordeaux, acte de mariage no946 du 7 octobre 1919 entre Jean-Louis Simon, mécanicien, et Marcelle Antonia Edinger (1899-1973).